# Jindřich IX. Bavorský
Jindřich IX. Bavorský jinak též Jindřich Černý (něm. Heinrich der Schwarze; asi 1075 – 13. prosince 1126 Ravensburg) byl bavorský vévoda z rodu Welfů.
Byl synem Welfa IV. a jeho druhé manželky Judity, dcery flanderského hraběte Balduina IV. Oženil se s Wulfhildou, dcerou saského vévody Magnuse. V roce 1120 se po smrti svého bratra Welfa V. stal bavorským vévodou.

## Potomci
- Jindřich Pyšný († 1139), bavorský a saský vévoda
- Konrád († 1154), cisterciácký mnich
- Judita (po 1100 – 1130/31) – provdaná asi 1121 za Fridricha II., švábského vévodu
- Žofie († kolem 1145) – provdaná za Bertolda ze Zähringenu a Leopolda Štýrského
- Matylda († 1183) – provdaná za Děpolda z Vohburgu a Gebharda ze Sulzbachu
- Welf VI. (1115/16 – 1191), spoletský vévoda
- Wulfhilda († po 1160) – provdaná za Rudolfa z Bregenzu